# Prieuré Beaurepaire de Somain
Belus reditus ou prieuré Beaurepaire est situé sur le territoire de la commune de Somain (Nord), dans le quartier de De Sessevalle. Il s'agit en réalité d'un prieuré de chanoines dépendant de l'abbaye de Cysoing. Il a été inscrit à l'inventaire des monuments historiques en 1975,.

## Historique

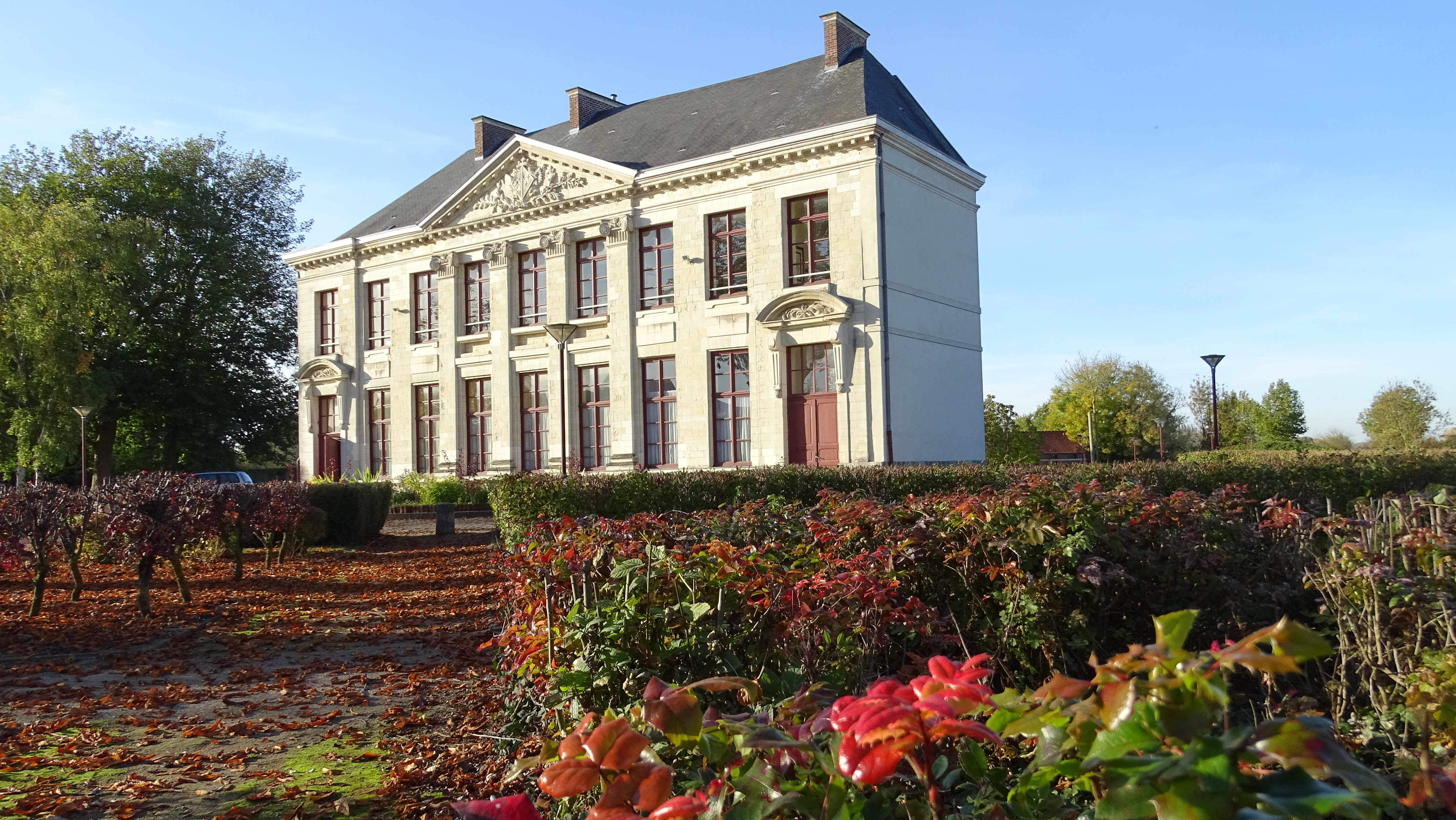
Prieuré de Beaurepaire

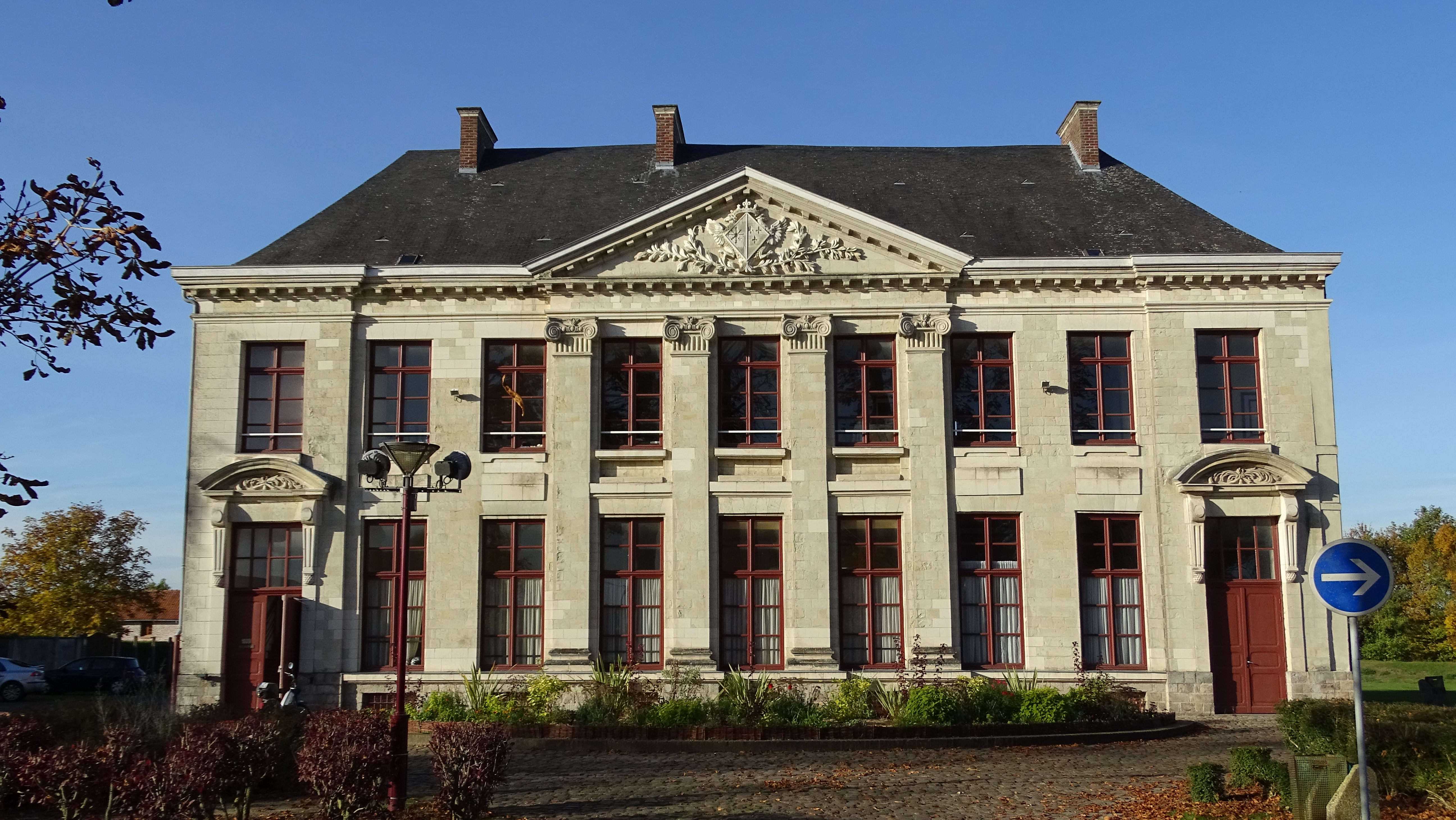
Prieuré de Beaurepaire

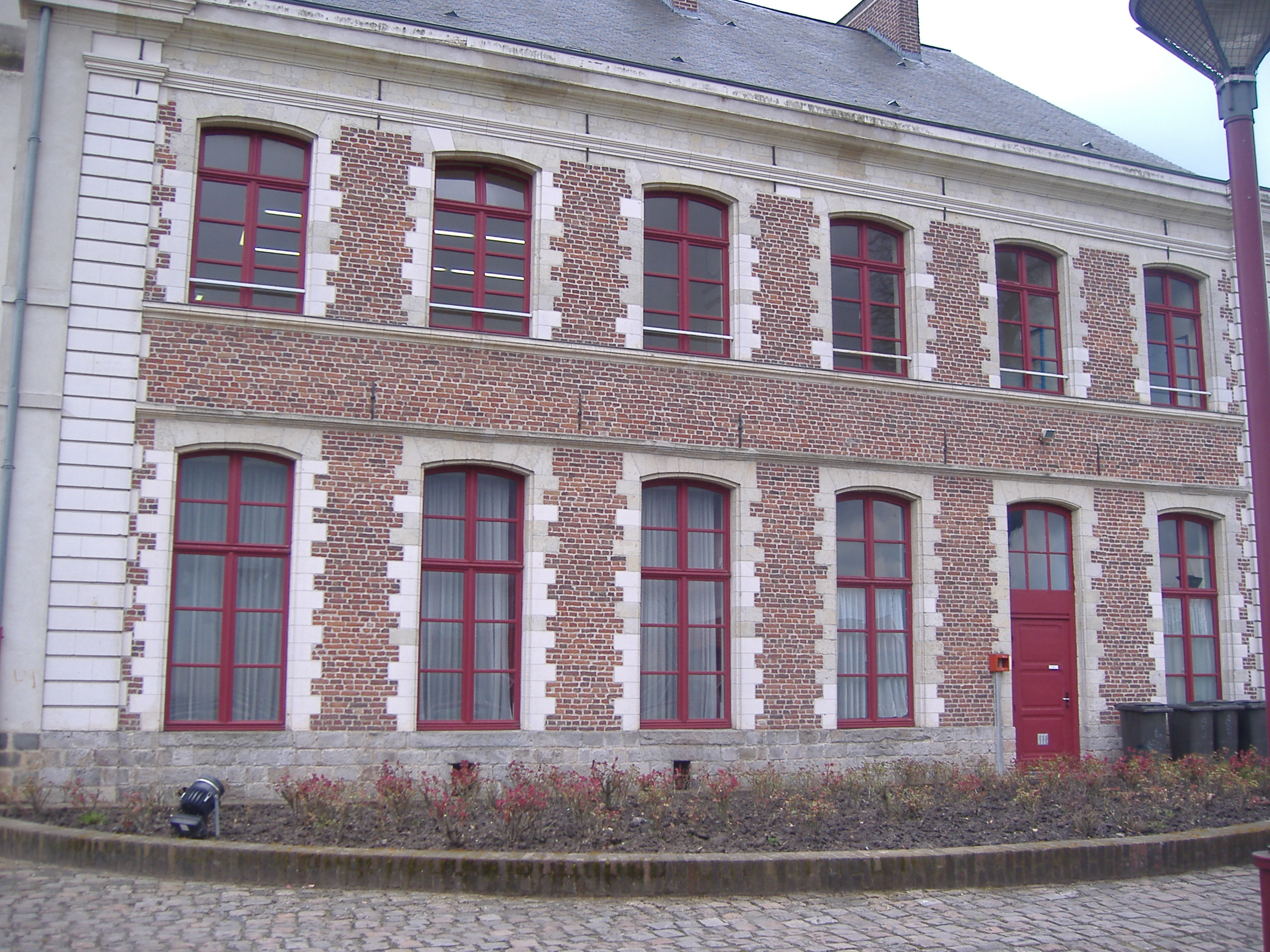
Vue de la façade du prieuré Beaurepaire de Somain.

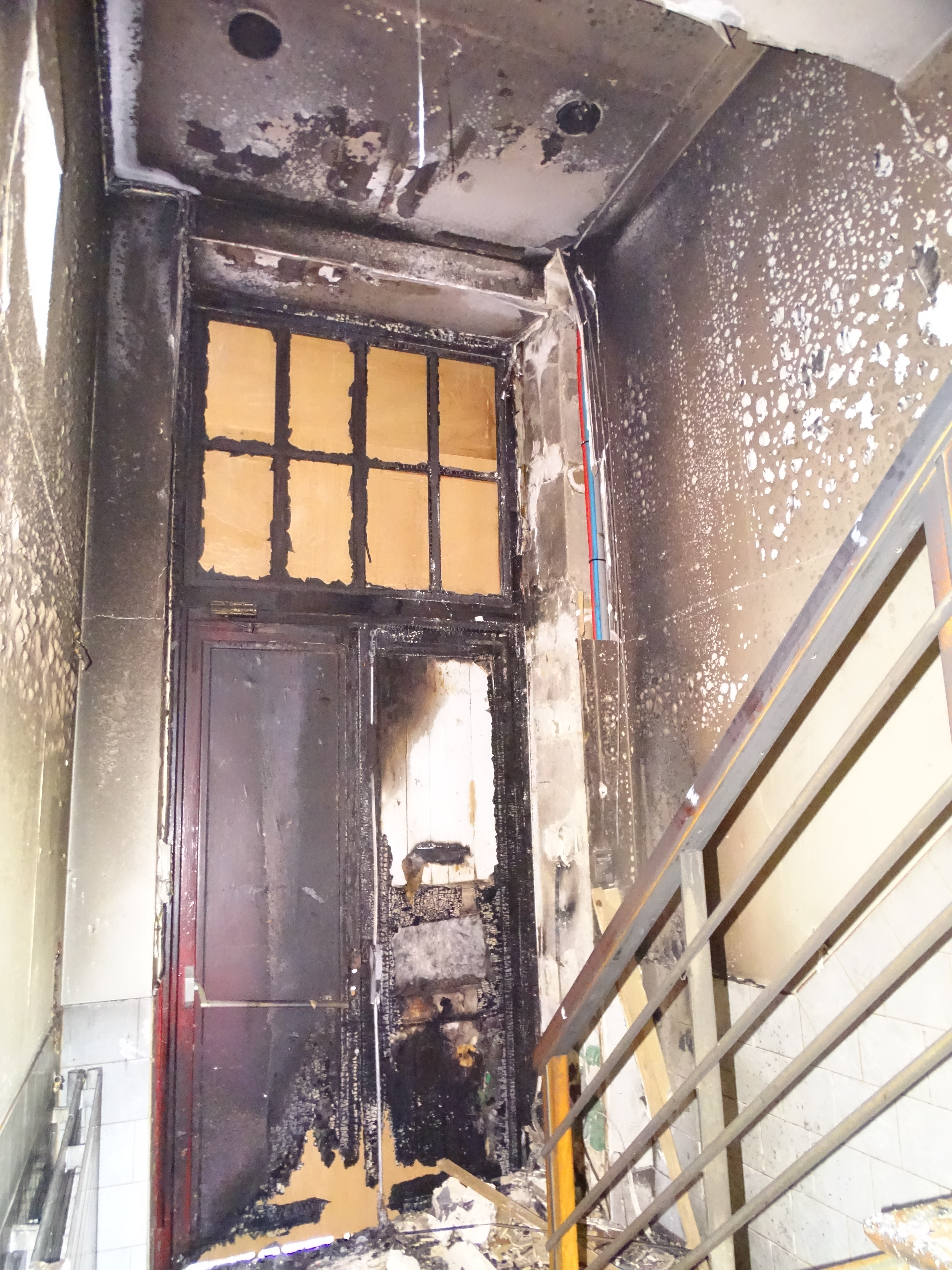
L'incendie.

- Le prieuré paraît avoir été fondé au XIe siècle par la princesse Gisèle, épouse du Comte Everard et petite-fille de Charlemagne, pour des religieuses ou sœurs converses[3].
- Beaurepaire, Biau Repaire, Bello rdditun, Belluus Reditus il en est écrit en 1219 dans la Loi de Somain de la maison de Beaurepaire, avec ses terres, sartg et eaux. Il est évoqué également d'autres dépendances telles que le manage Foucart mantio Fulcardi, les bois de Biarche et de Longhe Selve (longa tyloa). Ces lieux semblent se rapporter aux lieux-dits : la ferme des Raines ; Le bois de Campeau, le Bosquet ; le Marais[4].
- Le prieuré accueille également des chanoines, et devant une telle cohabitation certains s'en plaignirent immédiatement au Saint-Siège ; le pape Innocent III enjoignit à l'archevêque d'Arras de trouver une solution plus convenable.
- L'évêque d'Arras Radulphe statua donc par un décret de juin 1208, que dans fuite des chanoines de Cysoing ne recevroient plus de Converses dans leur maison de Beaurepaire jusqu'à ce que celles qui existoient furent réduites aux nombres de douze.
- Le 14 août 1193, le roi de France Philippe II se marie à Amiens avec Ingeburge de Danemark. Elle fut couronnée reine le lendemain. Les témoins du mariage dirent que le roi était fébrile la veille de la cérémonie et que le lendemain même de ses noces, Philippe, sans qu’il ne s’en explique demanda aux ambassadeurs du Danemark de repartir avec Ingeburge, ce qu’ils refusèrent en quittant le royaume de France sur le champ. La reine fut d'abord conduite au prieuré de Saint-Maur puis au prieuré de Beaurepaire[5] et Philippe II entama une procédure d’annulation de mariage.
- Le 18 septembre 1255 l'évêque d'Arras ordonne de son propre mouvement par un décret qu'à l'avenir on ne reçoit plus de Converses à Beaurepaire & qu'après la mort de celles qui s'y trouvoient encore (au nombre de six) on subtituroit un Chanoine à deux converses[6].
- Le prieuré de Beaurepaire est un édifice du XVIIIe siècle avec de larges fossés autrefois remplis d'eau. Il fut l'habitation de M. Morel maire de Somain. Ce prieuré est placé sous le vocable de Notre-Dame au bois[7].
- De la révolution de 1789 à 1829, la commune occupe paisiblement deux morceaux de terrain mais en 1829 un sieur de la Rathon n, Baron delagonde cessionnaire des droits de l'État vint contester à la commune sa propriété[8]. Le prieuré de Beaurepaire est alors en litige avec la ville de Somain pour deux pièces de gazon dont il n'avait pas de titre de propriété. Un jugement du 21 décembre 1831 de la 1re chambre civile à Douai apporte jurisprudence en la matière[9].
- Sa majesté Charles X de France par lettres patentes du 16 avril 1825 a érigé en majorat avec titre de Marquis en faveur de M. Marie-François-Joseph de Louvencourt, ancien chevau-léger, Chevalier de Saint-louis, des biens situés dans le département du Nord dont dans le canton de Douai, trente-quatre hectares neuf ares vint centiares faisant partie du bois de Beaurepaire, sis commune de Somain ainsi que d'autres terres au lieudit Le Trannoy  ... et appartenant aux bois de Beaurepaire et le dit château à M. de Louvencourt[10]
- La Compagnie des mines d'Aniche construit la cité Beaurepaire avec de grosses bâtisses avec pignons sur rue[11].
- Ce prieuré possède notamment quelques passages souterrains non accessibles dont la longueur n'est à ce jour pas connue.

Un incendie a lieu le 29 juin 2023.

## Hydrologie
- « les courans de Beaurepaire, des Fontaines de Somain, d'Erre, de Fenain, la source de Rieulay, le ruisseau le Vacheux qui se décharge dans la Grande Traitoire concourent tous au dessèchement des terres[13]. »

## Prieur
- 1603 frère Jacques Hespiel, prieur de Beaurepert (sans doute Abbaye de Beaurepaire, près de Somain)[14]